# Гріх
Гріх — релігійне поняття, яке означає порушення релігійно-моральних догм, настанов. У ширшому значенні — поганий, непорядний вчинок, недолік, помилка, недогляд, дещо недозволене чи непорядне. Грішник — людина яка чинить гріх. Грішник узагальнено — пряма протилежність святого, втім, гріх так чи інакше вчиняють всі люди.

## Етимологія
Українське слово «гріх» походить від старослов'янського грѣхъ, яке пов'язується зі значеннями «горіти» або «кривий», «змішувати».
В Біблії походить від слова חָטָא [khaw-taw'], що означає промазати, вчинити неправильно, згрішити. У грецькій мові слову «гріх» відповідає «гамартія» (ἁμάρτημα, ἁμαρτία), згрішити — «гамартано» (αμαρτανω) — «промахуватися повз ціль», «помилятися». Етимологічно «гамартія» означає не мати своєї частки, позаяк частка ἁ означає заперечення, а μαρτία — мати частку у чомусь. Звідси також поняття «гамартія» в драматургії, що означає фатальний недолік персонажа, що рухає сюжет.

## Згадки гріха в Біблії

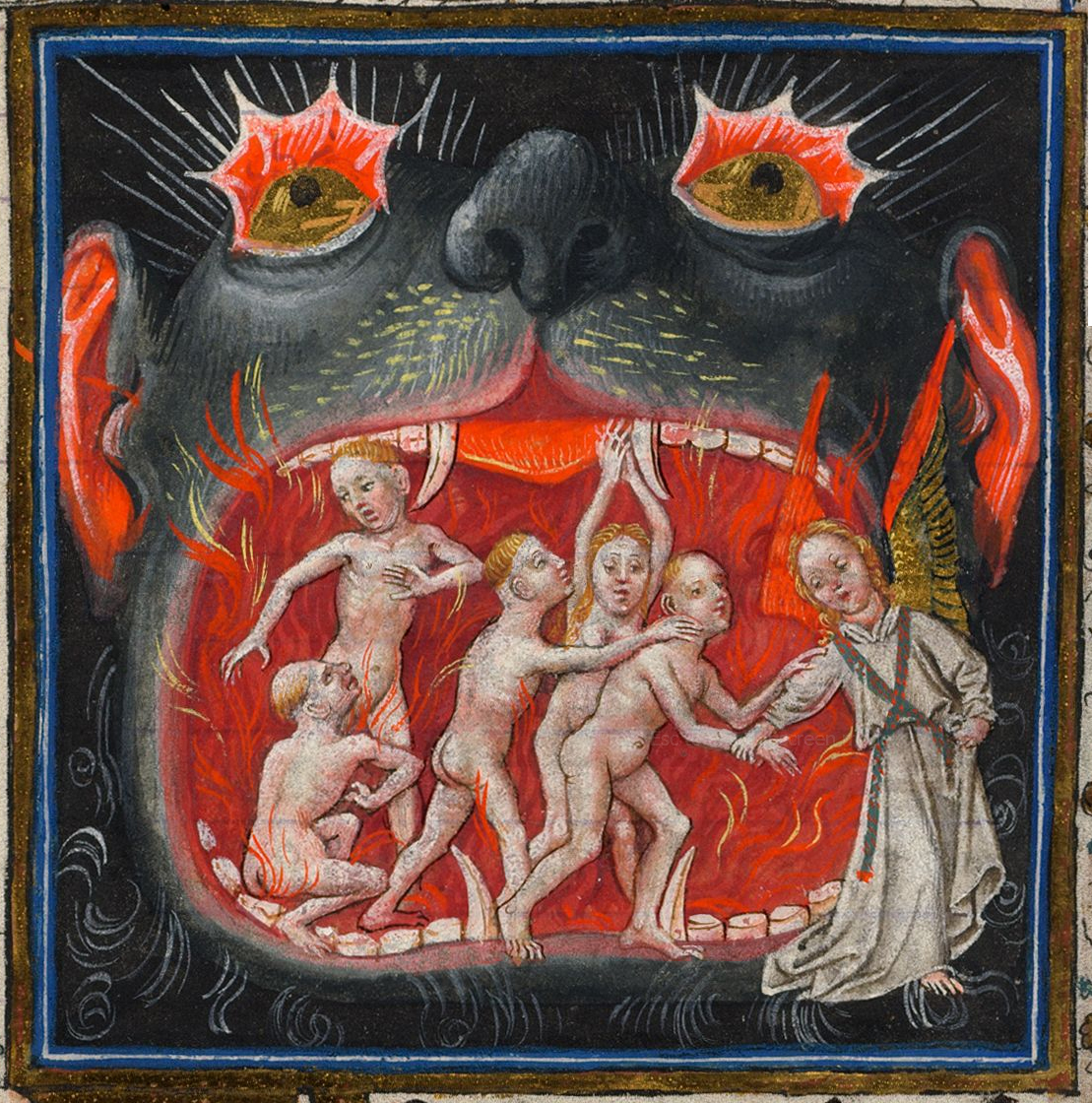
Вуста пекла зжирають грішників. Часослов Катерини Клевської

Гріх згадується в 420-и біблійних віршах (Український переклад І. Огієнка), як у переліках гріхів та їх духовної суті, так і походження гріха взагалі, його вплив на людину і способи йому протистояти.
В Біблії безліч характерних персонажів, але загальна для всіх парадигма полягає в тому, що в якийсь конкретний момент вони поводяться як святі або як грішники. Назва грішник найбільше підходить до персонажів, які (можливо, в якісь окремі моменти свого життя) відомі, в першу чергу, тим що не послухались Божих заповідей і зазвичай відвертими нападками на доброчесних персонажів.
Архетипом грішників в християнському богослов'ї і в західній літературі виступають Адам і Єва — вже в силу самого факту, що вони стали першими грішниками. Це не означає, що вони не мали можливості в підсумку отримати спокутування, а просто визнається, що про них зазвичай згадують у зв'язку з їх гріхом. В біблійному оповіданні про перший показано сутність того, що робить людину грішником: непослух Божим заповідям праведності. По п'ятах Адама і Єви йдуть інші відомі грішники Каїн, Ламех, фараон, цілий ряд старозавітних царів Ізраїлю і Юдеї, а також язичницькі тирани, наприклад, цар Тиру та Навуходоносор.

У Новому Завіті також присутні образи грішників, це Ірод, Юда Іскаріот і люди, відповідальні за страту Ісуса. Здається цілком природним ставитися до конкретних персонажів як до грішників, коли вони називаються грішниками в Біблії, але характерні персонажі в ній рідко зв'язуються з певною рисою характеру або з певною групою людей. Виняток становлять місця, в яких жителі Содому названі «дуже грішними перед Господом» (Бут. 13:13) або в яких цей епітет зв'язується з амаликитянами (1Цар. 15:18) і людьми на Сіоні (Іс. 33:14). Грішницею названа жінка, яка помазала Ісуса (Лк. 7:37, 39). Але майже у всіх сімдесяти випадках використання цього епітета він стоїть у множині і зв'язується з духовним станом відсутності в людини рятівної віри в Бога і протистояння Божій волі.
Його сутність: внутрішній спротив Богу, звідси — ухилення від Нього, протидія, ворожнеча. 1 Ів. 3, 4; Єр. 2, 13; 1Ів. 2, 15; 2 Тим. 4, 10; 1 Ів. 2, 16; Філіп. 3, 19; Рим. 1, 23; 2Сол. 2, 4; Мф. 15, 19; Рим. 14, 23; Пс. 9, 18; 1 Сол. 4, 5; Пс. 9, 25; Рим. 8, 7; Пс. 2, 3; Ефес. 4, 18; Мф. 22, 5.
Походження гріха:
В людському серці: Буття. 3: 5, 3: 6; Як. 1, 15.
Невидима сила спокуси: 1Ів. 3, 8; Іоан. 8, 44; Мф. 4, 1; Мф. 13, 28, 39; Лк. 22, 31; 2 Кор. 4, 4; Об. 12: 9, 20:10.
Загальність гріха. 1 Цар. 8, 46. Пс. 13, 3. Лк. 11, 13. Іоан. 3, 6. Іов. 14: 4, 4:17, 18. Притч. 20, 9. Пс. 142, 2. Рим. 3, 12-19, 23. Рим. 5, 12, 18.
Людина розбещена гріхом. Пс. 50, 7. Єр. 17, 9. Іс. 1, 5. Буття. 6: 5, 8, 21. Пс. 89, 8; 1Ів. 1: 8, 5:19.
Ступені гріховного розбещення:
Відносно праведні: Пс. 17, 21, 25. Мф. 5, 45. Марк. 12, 34. Лк. 2, 25. Дії. 10, 2.
Винні більш і менш: Мф. 11:22, 12:41, 11:23, 24, 12:31; 1Ів. 5:16, 17; 2Сол. 2, 3 і далі.
Наслідки гріха:
В часі: Прокляття у зовнішньому житті: Буття. 3:16, 17, 4:12 і т. д. Іс. 3, 9. Притч. 1, 31, 32. Пс. 77, 59. Пс. 105, 40-43. Буття. 3, 19. Рим. 6, 23. Як. 1, 15. Притч. 14, 34.
Внутрішній суд (совісті). Буття. 3, 8-10. Буття. 4, 12. Іс. 6, 5. Іоан. 8, 34. Лк. 4, 18. Рим. 1, 24. Іс. 59, 2. Рим. 7. 14. Іоан. 8, 11; 1 Тим. 5, 6; Еф. 2, 1.
У вічності: Мф. 5:29, 25:41, 46. Марк. 9, 44 і далі. Іс. 66, 24. Об. 21, 27.
Де і в чому вихід із гріховного стану:
Не через закон: (Рим. 3:20, 7: 7; Рим. 7, 8, 9, 7:13; 1 Кор. 15, 56.)
Через спокутування, вчинене Ісусом Христом. (Рим. 3, 24.)
Передбачене в Старому Завіті: (Вих. 34, 6, 7. Зах. 13, 1. Іс. 1, 18. Іс. 44, 22. Мих. 7, 18, 19. Пс. 102, 3.)
Здійснене життям і смертю Ісуса Христа: (Іоан. 1, 29; Мф. 9, 2; Мф. 26, 28; Рим. 3, 25; 2 Кор. 5, 21; Кол. 2, 1-4.)
За допомогою Ісуса, гріх може бути переможений і знесилений. (Рим. 6, 6; 1 Ів. 3, 9; Об. 21, 5.)
Гріх є злочин закону. (Іс. 59, 12; Як. 2, 9; 1Ів. 3, 4; Рим. 5, 13.)
Усяка неправда то гріх (Вих. 20: 5, 34: 7; Числ. 14, 18; Втор. 5, 9; 3Цар. 8, 47; 2Хр. 6, 37; Іс. 1: 4, 13:11, 53: 6, 59:12; Єр. 30, 14; Дан. 9, 5.)
Будь-який злочин через помилку є гріх (Лев. 4: 2, 13, 22, 27, 5: 2-4, 15; Числ. 15, 22, 24, 27, Пс. 18, 12, Євр. 5, 2.)
Будь-яке свідоме противлення є гріх Притч. 24, 11, 12. Іоан. 9:41, 15:22. Як. 4, 17.)
Будь-яка дія, обвинувачувана голосом совісті є гріх (Лк. 12, 47; Іоан. 9:41, 15:22; Рим. 14, 14; 1Кор. 8, 7.)
Всяку справа вчинена без віри, є гріх (Рим. 14, 23.)
Всі помисли злого серця є гріховними (Буття. 6: 5, 8:21. Притч. 6:14, 15:26. Іс. 59, 7. Єр, 17: 9, 18:12. Єз. 11, 2.)
Гріх увійшов у світ через Адама. (Буття. 3, 6-12; Рим. 15, 12, 19; 1 Тим. 2, 14.)
Кожна людина зачата і народжена в гріху (Буття. 8, 21. Іов. 15:14, 25: 4. Пс. 50: 5, 57: 3. Іс. 48, 8. Іоан. 3, 6.)
Кожна людина — грішник. (3 Цар. 8, 46; 2Хр. 6, 36; Пс. 13: 1-3, 52: 1-3, 105: 6; Притч. 20, 9; Екл. 7, 20; Іс. 64, 6; Як. 3, 2; 1Ів. 1: 8, 5:19; Рим. 3:10, 12, 22, 5:12.)
Писання показало, що кожна людина — грішник. (Гал. 3, 22.
Той хто вважає себе без гріха:
є брехун. 1Ів. 1, 8.
робить Бога брехуном. 1Ів. 1, 10.
Ісус Христос Один був без гріха Мф. 27, 24; Іоан. 8, 46; 1Петр. 2, 22; 1Ів. 3, 5; 2 Кор. 5, 21; Євр. 4:15, 7:26.
Диявол є творець гріха Іоан. 8, 48 і 1Ів. 3, 8.
Гріх походить з серця. Пс. 94, 10. Іс. 57, 17. Мф. 15, 19. Марк. 7, 21-23. Євр. 3, 10.
Гріх названий:
повстанням проти Бога. Іс. 1:28, 59:13, 65: 2. Плач. 3, 42. Дан. 9, 5. Тит. 1, 16.
мерзенним, який Бог ненавидить. Притч. 15, 9. Єр. 44, 4.
плодом похоті. Як. 1, 15.
нечистотою. Лев. 15:31, 16:19; Ездра. 9, 11; Єз. 24:13, 36:17, 25, 29; Зах. 13, 1; Мф. 15, 18-20; Марк. 7, 20-23; Як. 1, 27; 2Петр. 2, 20; 2 Кор. 7, 1; 1 Сол. 4, 7.
ділами темряви. Іс. 29, 15. Рим. 13, 12. Еф. 5, 11.
ділами диявола. Як. 8, 41, 44; 1Ів. 3, 8.
ділами плоті. Гал. 5, 19.
ділами мертвими. Євр. 6: 1, 9:14.
жалом смерті. 1Кор. 15, 56.
Жити в гріху означає:
жити за тілом. 2Петр. 2, 10; Рим. 7: 5, 8: 1, 5; 2 Кор. 10, 2; Гал. 5, 13.
коритися похотям плоті. 1Петр. 1:14, 4: 2, 3; 2Петр. 2:10, 3: 3.
Юд. 1, 16; Рим. 1:24, 7: 5, 13:14; Гал. 5, 16; Еф. 2, 3; Кол. 3, 7; 1 Сол. 4, 5.
бути в темряві. Притч. 2, 13; Іс. 9, 1; Мф. 4, 16; Лк. 1:79, 11:34; Дії. 26, 18; 1Ів. 1: 6, 2:11; Рим. 1, 21; Еф. 5, 8.
Закон Божий:
даний, щоб приборкувати гріх Гал. 3, 19; 1 Тим. 1, 9, 10.
порушений повністю через один гріх Як. 2, 10, 11; 1Ів. 3, 4; Гал. 3, 10.
проклинає всякого хто робить гріх Втор. 27: 15-26, 28: 15-20. Гал. 3, 10.
дає пізнання про гріх Рим. 3:20, 4:15, 5:13, 7: 7, 13.
збуджує своєю строгістю гріх Рим. 7: 5, 8, 11.
є сила гріха. 1Кор. 15, 56.
Закон юдейський:
засуджував грішника на смерть. Лев. 20: 9, 10, 24: 11-17. Числ. 15, 32-36; Втор. 24, 16; 4Цар. 14, 6; 2Хр. 25, 4; Євр. 10, 28.
встановив очисні жертви за гріх Вих. 29, 36; Лев. 4: 2-4, 5: 5-10, 16:19; Євр. 5, 1.
Гріх безчестить Бога. Іс. 65, 7; Рим. 2, 23.
Стосунок Бога до гріха:
дивиться на гріх як на гидоту. Втор. 17: 2, 25:16; Пс. 5: 5, 10:23 44: 7, 61: 8; Притч. 3:32, 6: 16-19, 11: 1, 20, 12:22, 15: 9, 26, 20:23; Єр. 44, 4.
неугодний Богу Буття. 38, 10; Втор. 9, 18; 2Цар. 11, 27; 3Цар. 14, 22; 4Цар. 17, 17; 1Пар. 21, 7; Іс. 43:24, 59:15, 65:12.
помічає гріх Іов. 10: 6, 14, 11:11 14:16, 34:21, 22; Пс. 9:12, 35-37, 89: 8, 93: 4-10. Притч. 24, 12. Єр. 16, 17.
згадує гріх Пс. 9, 12. Єр. 14, 10. Иезек. 21, 28. Ос. 7: 2, 8:13, 9: 9. Об. 18, 5.
гнівається через гріх Числ. 32, 14; Втор. 9:18, 32:16; 3Цар. 14:22, 16: 2; Пс. 77: 56-59, 105: 29; Іс. 64, 5; Єр. 32, 30, 31; Плач. 3, 42, 43; Єз. 7, 8; Дан. 9, 16.
карає за гріх Лев. 26: 21, 28; 2Хр. 6, 36; Ездра. 9, 13; Пс. 38:11, 88: 30-32, 105: 43, 106: 10-12; Іс. 57:17, 64: 7; Єр. 2: 14-17, 30:14, 15; Плач. 1, 5.
не карає в тій мірі, яку заслуговує гріх 1Ездр. 9, 13. Іов. 11, 6. Пс. 102, 10. Плач. 3, 22.
карає гріх Вих. 32, 34; Числ. 14, 34; 1Цар. 3, 13; Пс. 106, 34; Іс. 26:21, 42:24, 65: 7; Єр. 8:14, 13:22, 14:10, 16:18; Плач. 4, 13; Єз. 14:13 39:23; Дан. 9, 11; Ос. 8:13, 9: 9; Амос. 3, 2.
тільки Бог може прощати гріх Дан. 9, 9. Мих. 7, 18. Марк. 2, 7. Лк. 5, 21.
обіцяє прощати гріхи 2Хр. 7, 14; Іс. 1:18, 40: 2; Єр. 31:34, 33: 8; Мал. 3, 17; Євр. 8, 12.
прощає гріх Неєм. 9, 17; Пс. 31: 5, 84: 2, 98: 8, 102: 3; Іс. 43:25, 55: 7; Мих. 7:18, 19; 1Ів. 1, 9; 2 Кор. 5, 19; Еф. 4, 32; Кол. 2, 13.
знімає гріх Вих. 34, 7; Числ. 14, 18; Іс. 6, 7; Мих. 7, 18; Зах. 3, 9; Рим. 11, 27.
обіцяє очистити від гріха Єр. 33, 8; Єз. 36:25, 29, 37:23.
очищає від гріха Пс. 50, 2; Дії. 3, 26; 1Ів. 1, 9; 1Кор. 6, 11.
зберігає від гріха Буття. 20, 6; 1Цар. 2, 9; Пс. 55:13, 65: 9, 93:18, 115: 8, 120: 3. Юд. 1:24, 1 Сол. 3, 13.
Ніхто не може виправдатися від гріха Іов. 9: 2, 28-31; Пс. 129, 3; Єр. 2, 22.
Ніхто не може згладити свій гріх Єр. 2, 22.
Ніхто не може зробити очищення за свій гріх Мих. 6, 7.
Ніхто не може очиститися від гріха Притч. 20, 9. Єр. 13:23 17: 1.
Бог змусив литися джерелу за гріх Зах. 13, 1.
Стосунок Ісуса Христа до гріха:
посланий зняти гріх Іоан. 1, 29; Дії. 5, 31; 1Ів. 3, 5; Євр. 9, 26.
приходив спасти грішників. Мф. 1:21, 9:13, 18:11; Марк. 2:17; Лк. 5:32; 1 Тим. 1, 15.
віддав себе за гріх Гал. 1, 4; Тит. 2, 14.
помер за гріх Іс. 53, 8; 1Петр. 3, 18; Рим. 6, 10; 1Кор. 15, 3.
помер за грішників. 1Петр. 3, 18; Рим. 5, 6, 8; Євр. 2: 9, 9:15.
був умилостивленням за гріх Іс. 53, 5, 10; Дан. 9, 24; 1Ів. 2: 2, 4:10, Рим. 3:24.
взяв на Себе всі гріхи Іс. 53:11, 12; 1Петр. 2, 24; Рим. 4, 25; 2 Кор. 5, 21.
стяжав Своєю Кров'ю відпущення гріха Мф. 26, 28. Еф. 1, 7. Кол. 1, 14.
ми викуплені Його кров'ю від гріха 1Петр. 1, 18, 19. Еф. 1, 7. Кол. 1, 14. Тит. 2, 14.
прийшов, щоб врятувати нас і відвернути від гріха Мф. 1, 21; Дії. 3, 26; 1Ів. 3, 5.
очищає Своєю Кров'ю від гріха 1Ів. 1, 7. Тит. 2, 14. Євр. 1: 3, 9:14. Об. 1, 6.
благодать збільшилась там, де гріх збільшився. Рим. 5, 20.
Чи залишимося ми в гріху, щоб примножилась благодать? Рим. 6, 1, 15.
Христос не слуга гріху Гал. 2, 1 ,. 7.
Прощення буває за будь-який гріх Пс. 24, 11; Іс. 1, 18; Єр. 33, 8; Мф. 12, 31, 32; Марк. 3, 28; Лк. 7, 47.
Є й гріх на смерть. 1Ів. 5, 16; Євр. 6, 4-6.
Гріх проти Духа Святого не проститься. Мф. 12, 31, 32; Марк. 3, 29; Лк. 12, 10.
Зла людина:
любить гріх Екл. 8, 11; Іс. 51, 4; Мих. 3, 2; 2Сол. 2, 12.
має серце, сповнене гріха Буття. 8, 21. Пс. 5, 9. Екл. 9, 3. Єр. 4:14, 17: 1, 9. Мф. 15:19 23:28. Марк. 7, 21-23.
має тільки гріховні думки. Буття. 6, 5. Пс. 139, 2. Іс. 59, 7. Єр. 4:14, 6:19. Єз. 11, 2. Мих. 2, 1. Мф. 9, 4. Кол. 1, 21.
розмірковує тільки про гріх Неєм. 6, 2. Пс. 9:23, 34: 4, 35: 4, 36:12, 61: 3. Притч. 6:14, 12:20, 16:30, 24: 2. Іс. 32: 6, 59:13. Єр. 18, 18. Наум. 1, 11.
вимовляє тільки слова гріха Пс. 5: 9, 9:28, 35: 3, 49:19, 51: 3, 58:12, 63: 3, 139: 3. Притч. 10:32, 24: 2. Іс. 32: 6, 59: 3. Мф. 12, 34. Як. 3, 6. Рим. 3, 13, 14.
віданна гріху 2Хр. 28:19, 33: 6; Пс. 7, 14; Притч. 28, 5; Єр. 8, 5; 1Петр. 4, 3; 1 Сол. 4, 5; Еф. 4, 19.
насолоджується гріхом Притч. 2, 14; Ос. 7, 3.
чинить гріх усіма своїми діями. Притч. 21, 10; Єр. 13, 23.
чинить гріх від юності своєї. Пс. 57, 8. Іс. 47:12, 48: 8. Єр. 32, 30.
не перестає робити гріх Притч. 4,16; Єр. 8, 5; 2Петр. 2, 14.
досвідчена робити гріх Іов. 15, 16. Єр. 4:22, 13:23.
померла у гріху Юд. 1, 8. Еф. 2, 1. Кол. 2, 13.
продана гріху 3Цар. 21, 20, 25; 4Цар. 17, 17.
є раб гріха Іоан. 8, 34; 2Петр. 2, 19; Рим. 3: 9, 6:16; Еф. 2, 3; 1 Сол. 4, 5; Тит. 3, 3.
вибачає гріх Буття. 34, 30, 31; 1 Цар. 13, 11, 12; Притч. 14, 9.
захищає гріх 1Цар. 15, 13-15; Пс. 72, 12, 13; Єр. 44, 17-19; Мал. 3, 14, 15.
заохочує себе благополучним життя в гріху Втор. 32, 3, 15; Пс. 9, 25-27.
заохочує себе безкарністю за гріх Пс. 9:26, 27, 49:21, 63:5; Екл. 8, 11; Єз. 9, 9; Соф. 1, 12; Мал. 2, 17.
розраховує на безкарність за свій гріх Пс. 9:27, 49:21, 93: 7. Мих. 3, 11.
хвалиться і величається гріхом Пс. 35, 2. Філіп. 3, 19.
здійснює гріх нахабно і безсоромно Іс. 3, 9. Єр. 6.15, 8:12. Соф. 3, 5.
звинувачує інших у своєму гріху Буття. 3, 12. Вих. 32, 22-24.
звинувачує Бога в своєму гріху Буття. 3, 12. Єр. 7, 10. Мал. 2, 17.
намагається приховати свій гріх Буття. 3: 8, 10, 37:20; Нав. 7, 21; Іов. 24:15, 31:33; Притч. 28:13, 30:20; Іс. 29, 15; Єз. 8, 12; Еф. 5, 12.
відмовляється від свого гріха 1Цар. 15, 20, 21; Єр. 2, 35; 1Ів. 1, 8, 10.
захоплює і інших в свій гріх Вих. 23, 33; 1Цар. 2, 24; 2Цар. 28, 19; 3Цар. 14:16, 16: 2, 22:53; 4Цар. 3: 3, 10:29, 14:24, 21:16; Не їм. 13, 26; Притч. 1: 11-14, 28:10; Іс. 1, 4; Єр. 6, 28; Мал. 2, 8; 2Петр. 2:18, 3:17.
схвалює гріх інших. Ос. 7, 3. Рим. 1, 22.
сповнений гріха Пс. 37, 4; Ездра. 9, 5; Іс. 1, 4; 2 Тим. 3, 6.
не кається у гріху Єр. 5: 3, 8: 6. Мф. 21, 32. Об. 2:21, 9:20, 21, 16: 9, 11.
перебуває непохитним в гріху Числ. 32, 14. Неєм. 9, 28. Пс. 77, 17. Єр. 8, 5. Ос. 13, 2.
нагромаджує гріх на гріх 3Цар. 16, 31; 2Хр. 28:22, 36:14. Іов. 34, 37. Іс. 30, 1. Иезек. 16, 51. Ос. 12, 2. Амос. 4, 4; 2Тим. 3, 13.
доповнює міру свого гріха Буття. 15, 16. Иезек. 35, 5. Іоіл. 3, 13. Мф. 23:32, 1 Сол. 2, 16.
вмирає в гріху Числ. 27, 3. Иезек. 3: 18-20, 33: 8, 9. Іоан. 8, 21, 24.
Грішник робить зло сто разів . Екл. 8, 12, 13.
Гріх злого показує, що людина не має страху Божого. Пс. 35, 1.
Один грішник губить велике благо. Екл. 9, 18; Нав. 7, 1, 25; Тит. 1, 10, 11.
Розпусник грішить проти свого тіла. 1Кор. 6, 18.
Той хто творить гріх є від диявола. Іоан. 8, 44; 1Ів. 3, 8-10.
Горе тому, хто додає гріх до гріха Іс. 5:18, 30: 1.
Гріх називається:
великим. Буття. 13:13 39: 9; Вих. 32:30; 1Цар. 2, 17; 2Цар. 24, 10; 1Пар. 21, 8; 2Хр. 26, 16; Пс. 24, 11; Єр. 13, 22; Іоан. 19, 11.
складним. Амос. 5, 12.
посиленим. Ездра. 9, 6. Іс. 59, 12. Єр. 14, 7. Иезек. 16, 51. Ос. 12, 2. Амос. 4: 4, 5:12. Мф. 24, 12.
тяжким. Буття. 18, 20.
досконалим по гордості. Числ. 15, 30. Втор. 17, 12. Пс. 18, 13.
звабливим. Рим. 7, 11. Еф. 4, 22. Євр. 3, 13.
ганебним. Притч. 14, 34; Рим. 6, 21; 2 Кор. 4, 2.
за звичкою. Єр. 8, 5; 2Петр. 2, 14; Євр. 12, 1, 11.
явним. Ос. 7, 1; 1 Тим. 5, 24.
таємним. Пс. 18:12, 89: 8. Екл. 12, 16.
червоним, як пурпур. Іс. 1, 18.
більшим за кількістю волосся на голові гріх Пс. 37: 4, 39:12.
взиваючим до неба. Буття. 4, 10; 2Хр. 28, 9; Ездра. 9, 6; Єр. 51, 9; Іоан. 1, 2; Об. 18, 5.
Гріх збільшується через презирство голосу совісті. Лк. 12, 47; Іоан. 3:19, 9:41, 15:22; Тит. 3, 11.
Грішники повинні:
сповідувати гріх Лев. 5: 5, 26:40; Числ. 5, 6, 7; Суд. 10, 10; 3Цар. 8, 47; 2Хр. 6, 37; Ездра. 10, 11; Не їм. 1: 5-7, 9: 2; Іов. 33, 27; Пс. 31: 5, 50: 3-5, 105: 6; Іс. 59, 12, 13; Єр. 3:13, 25, 14:20; Плач. 3, 42; Дан. 9, 5; Як. 5, 16.
соромитися і бентежитися своїх гріхів Ездри. 9, 6. Єр. 31, 19. Иезек. 16, 63. Дан. 9, 7, 8.
оплакувати гріх Пс. 37, 17, 18; Іс. 61, 3; Єр. 3, 21; Мф. 26, 75.
відвертатися від гріха Пс. 33:14, 36:27; 2Хр. 6, 26; Єз. 14: 6, 18:30.
не здійснювати більше гріхів Іов. 36, 21; Іоан. 5:14, 8:11; 1Ів. 2, 1; 1Кор. 15, 34; Тит. 2, 12.
очищатися від гріха Іс. 1, 16. Єр. 4, 14. Як. 4, 8.
ненавидіти гріх Иезек. 36, 31. Амос. 5, 15.
відкинути далеко гріх Іов. 11:14, 22:23. Єз. 18, 31.
Якби хто з нас згрішив, то ми маємо Заступника і т. д. 1Ів. 2, 1.
Коли хто визнає і залишає свій гріх, отримає милосердя і прощення. Пс. 31, 5; Притч. 28, 13; Іс. 55, 7; Єр. 36, 3; 1Ів. 1, 9.
Хто приховує свій гріх, той не буде благоденствувати. Іов. 31, 33. Притч. 28, 13.
Якщо злий відвертається від гріха, Буде жити. Єз. 18:21, 27, 33: 14-16.
Вірні повинні:
ненавидіти гріх Пс. 96:10, 118: 163; Притч. 8, 13; Рим. 12, 9.
очищатися від усякого гріха 1Петр. 1:22, 2: 1; 1Ів. 3, 3; 2 Кор. 7, 1.
уникати гріха Іов. 11, 14; Як. 1, 27; 1Петр. 2, 11; Еф. 4: 25-31, 5: 3; Кол. 3, 8; 2Тим. 2, 19; Євр. 12, 1.
уникати всякого виду гріха 1 Сол. 5, 22.
остерігатися гріха Пс. 4: 4, 38: 1; 1Кор. 10, 12; Гал. 6, 1; Євр. 12, 15.
умертвляти гріх Рим. 8, 13. Кол. 3, 5.
вести боротьбу проти гріха Рим. 7, 23. Євр. 12, 4.
відмовлятися від усього, що може захопити в полон гріха Мф. 5:29, 30, 18: 8, 9. Марк. 9, 43.
не брати участі в злих гріхах . 2 Кор. 6, 14, 17; Еф. 5, 11; 1 Тим. 5, 22; Об. 18, 1.
викривати грішників. Лев. 10, 17; Мф. 18, 15; Лк. 17, 3; Гал. 6, 1; Еф. 5, 11; 1 Сол. 5, 14.
віддалятися від грішників, щоб уникнути їх покарання. Числ. 26, 26; Єр. 51, 6; Еф. 5, 6, 7; Об. 18, 4.
Вірні:
постійно ведуть боротьбу проти гріха 1Петр. 2, 11; Рим. 7, 23; Гал. 5, 17; Євр. 12, 4.
НЕ служать більше гріху Рим. 6, 6, 14.
вільні від гріха Рим. 6:14, 18, 22, 8: 2.
скинули гріх Еф. 4, 22; Кол. 2, 11.
вмерли для гріха 1 Петр. 2, 24; Рим. 6: 2, 11, 8:10.
перестали здійснювати гріх 1Петр. 4,1.
не грішать. 2 Цар. 22: 21-25; Іов. 1:22, 2:10, 23:11, 12, 31: 5-10; Пс. 7: 3, 16: 1-5, 17: 21-24, 36:31, 58: 3; 1Ів. 3: 6, 5:18.
мають прощення своїх гріхів 1Ів. 2, 12; Еф. 4, 32; Кол. 2:13, 3:13.
соромляться своїх минулих гріхів Рим. 6, 21.
відчувають відразу до самих себе за свої гріхи Іов. 42, 6. Иезек 20:43, 36:31.
Хто народжений від Бога, той не грішить. 1Ів. 3: 6, 9, 5:18.
Згубний стан вірного, що впадає в гріх 2Петр. 2:20, 21; Євр. 6: 4-6, 10:26.
Якщо праведний згрішить, то помре. Єз. 3:20, 18: 24-26, 33:13, 18.
Праведний, який грішить, подібний до зіпсованого джерела. Притч. 25, 26.
Бог не пощадив ангелів, що згрішили. 2 Петр. 2, 4; Юд. 1, 6.
Ми повинні молити Бога про те, щоб:
відкрив нам наші гріхи Іов. 13:23 34:32.
охороняв нас від гріха Пс. 18:13, 118: 133, 140: 3, 4.
прощав нам наші гріхи Вих. 34, 9; Пс. 24:18, 50: 9, 78: 9; Ос. 14: 2; Мф. 6:12; Лк. 11, 4; Як. 5, 15.
не згадував наш гріх Пс. 24: 7, 78: 8.
позбавив нас від гріха Пс. 38, 8. Мф. 6, 13. Лк. 11, 4.
очистив нас від гріха Пс. 18:21, 50: 2, 7.
Страх Божий оберігає від гріха Вих. 20, 20. Пс. 4, 4. Притч. 14:16, 16: 6.
Слово Боже зберігає від гріха Пс. 36:31, 118: 9, 11.
Блажен, хто не чинить гріх Пс. 1: 1, 118: 1, 3.
Блажен, хто має прощення своїх гріхів Пс. 31, 1; Рим. 4, 7.
В багатослівності є гріх Притч. 10, 19; Екл. 5: 3, 7, 10:13, 14.
Язик є цілий світ гріху Як. 3, 6.
Бог змушує людей знати свої гріхи Іов. 36, 9; Пс. 49, 16-21; 1Кор. 11, 32.
Бог відкриває людям їх гріхи через Своїх посланців. 2Цар. 12: 7, 36:15; 4Цар. 17, 13; Не їм. 9, 30; Іс. 58, 1; Єр. 18:11, 25: 4, 5, 26:13, 35:15, 44: 4; Єз. 2: 3-5, 3:17, 16: 2, 33: 7; Мих. 3, 8; Дії. 7, 51-53.
Дух Святий викриває в гріху Іоан. 16, 8, 9.
Служителі Божі повинні:
звіщати грішників навернутись від їх гріхів Іс. 58, 1; Єр. 7: 2, 3, 26: 2, 3; Єз. 2: 3-5, 3: 17-21, 33: 7-9; Дан. 4, 27; Мих. 3, 8; Зах. 1, 3.
звіщати вірних остерігатися гріха Иезек. 3: 21, 33:12; 1Петр. 2, 11; Рим. 8:13, 13:13; 1Кор. 10, 12; Гал. 5:13, 6: 1; Еф. 4, 17; Кол. 3, 8; 1 Сол. 4, 6; 2Тим. 2, 22; Тит. 2, 6.
викривати з лагідністю гріх 1 Тим. 5, 1, 2; 2Тим. 4, 2.
викривати гріх із владою і сміливо. 1 Тим. 5, 20; Тит. 1:13, 2:15.
відкидати наполегливого грішника. Тит. 3, 10, 11.
сповіщати прощення гріхів Іс. 40, 2; Лк. 24, 47; Дії. 10:45, 13:38; 2 Кор. 5, 19.
Хто навертає грішника, той покриває безліч гріхів Як. 5, 20.
Гріх робить молитву недійсною. Пс. 65, 18. Притч. 15:29, 28: 9. Іс. 1:15, 59: 2. Плач. 3:42, 44. Іоан. 9, 31.
Гріх віддаляє благословення Божі. Числ. 14, 34; Нав. 5, 6; 1Цар. 2, 29, 30; Пс. 80, 13-16; Іс. 48, 13; Єр. 5:25, 18:10; Ос. 13, 14.
Гріх робить те, що Бог закриває Своє обличчя. Втор. 31:17, 18, 32:20; Іс. 57:17, 59: 2, 64: 7; Єр. 33, 5; Єз. 39, 23, 24.
Гріх буде свідчити проти грішника. Іс. 3: 9, 59:12. Єр. 14: 7. Ос. 5: 5, 7:10. Як. 5, 3.
Гріх буде виявлений рано чи пізно. Іов. 20, 27; Притч. 26, 26; Екл. 12, 16; 1Кор. 4, 5; 1 Тим. 5, 24.
Гріх не залишиться безкарним. Числ. 32, 23; Притч. 5:22, 11: 6, 21, 13: 6, 16: 5, 17: 5, 19: 9, 28:20; 2Петр. 2, 3; Євр. 2, 2.
Гріх привертає своє покарання. Іов. 31, 3. Притч. 5:22, 13: 6, 21. Пс. 7, 14-16. Плач. 5, 7.
Кожен понесе покарання за свій гріх Втор. 24, 16; 4Цар. 14, 6; 2Хр. 25, 4; Єр. 31, 30; Єз. 18, 20; Гал. 6, 5.
Душа, яка буде грішити — помре. Єз 18, 4, 20.
Гріх призводить:
до докорів сумління. Пс. 37: 3, 4, 39:12; Притч. 5, 11-13; Рим. 2, 9.
до сорому. Притч. 14, 34. Єр. 3:25, 31:19. Єз. 16, 52.
до скорбот. Іов. 20, 11. Пс. 105: 43, 106: 17. Притч. 22, 8. Єр. 4:18, 13:22, 30:14, 15.
до хвороб. Лев. 26, 16; 2 Цар. 21, 12-15; Іов. 20:11, 33: 19-22; 1 Кор. 11, 30.
Гріх іноді карається смертю. Числ. 14:37 16:28, 33, 25: 1-9; Нав. 22, 20; 1 Цар. 2, 31-34; Іов. 4: 8, 9, 21:21, 22:16 36:14; Пс. 33:21, 54:23, 93:23; Притч. 11, 19. Екл. 8, 13. Дії. 5: 5-10, 12:23.
Бог викреслює грішника з книги життя. Вих. 32, 33. Пс. 68, 28. Об. 21, 27.
Гріх забирає від неба. Мф. 1, 23; Лк. 13, 27, 28; 1 Кор. 6:10, 15:50; Гал. 5, 19-21; Еф. 5, 5; Об. 21:27 22:15.
Гріх призводить до вічної загибелі. Пс. 54, 23; Мф. 13:41, 42, 25: 41-46; Іоан. 5, 29; 2Петр. 3:7.
Земля була проклята через гріх Буття. 3, 17, 18.
Праця і хвороби з'явилися внаслідок гріха Буття. 3:16, 19, 23; Іов. 14, 1.
Смерть тілесна є наслідок гріха Буття. 2:17, 3:17, 19; Рим. 5:12.
Вічна смерть це:
наслідок гріха Як. 1, 15; Рим. 6:16, 21, 8: 13.
відплата за гріх Рим. 6, 23.
покарання за гріх Буття. 2, 17; Пс. 91, 7; Іс. 66, 24; Єр. 31, 30; Єз. 18: 4, 18; 2Петр. 3, 7; Рим. 1, 32; 2 Кор. 1, 9; Об. 21, 8.
Гріх є знак звіра. Об. 13:16, 14: 9, 10.
Приклади грішних людей:

## Розуміння гріха
У християнстві, передусім згідно Біблії, гріх розуміється в трьох аспектах: непослух і порушення Божого Закону, руйнування взаємин з іншими людьми, і повстання проти Бога. Гріх походить від диявола, оскільки світ і люди були створені Богом досконалим, але диявол найперший з усіх істот згрішив, посягнувши на Божу владу. Перші люди свідомо порушили Божий закон, послухавши диявола, тим самим вчинивши першородний гріх, віддалившись від Бога, що передалося їхнім нащадкам. Богослівне вчення про гріх називається гамартіологією.
За християнським вченням, зокрема викладеним у апостола Павла, оскільки гріх є наслідком волі особистості, він полягає не в певних «нечистих» речах (подібно до язичницьких табу), а в спотвореному, неправильному їх застосуванні, що йде на шкоду людині. Згідно апостола Павла, «…Немає нічого нечистого в самому собі, — говорить він в зв'язку з засудженням вживання деяких видів їжі, — тільки коли хто вважає що за нечисте, тому воно нечисте». В його посланні до Тита вказується: «Для чистих все чисте, а для занечищених та для невірних не чисте ніщо, але занечистилися і розум їхній, і сумління». Апостол засуджує як лицемірів тих, хто забороняє одружуватися, наказує утримуватися від певної їжі тощо, адже все, створене Богом, є добрим. В той же час він робить загальний висновок щодо земних благ: «Усе мені можна, та не все на пожиток. Усе мені можна, та будує не все!; Усе мені можна, та не все на пожиток. Усе мені можна, але мною ніщо володіти не повинно».
Існує різниця між розумінням гріха у православ'ї, католицизмі та протестантизмі. В католицизмі гріх розуміється більше як порушення встановленого Богом закону, за яке люди зазнають покарання. Гріх у католицтві — це, як визначив Тома Аквінський, слово, дія або бажання, котрі суперечать Закону. Гріхопадіння Адама зробило людей схильними порушувати Закон. Православ'я трактує гріх передусім як зіпсованість людської природи, що змушує її робити те, що шкодить людині. За визначенням богослова Сергія Булгакова, гріх є не дією людини, а станом недосконалості, у якому вона перебуває. Гріх змушує людину чинити так, як не властиво її природі, що веде до її загибелі. Згідно з богословом Олексієм Осиповим, гріх — це загалом завдання людиною шкоди своїй природі, конкретно — нехтування цінностями, даними Богом людині: тілом, душею і свободою. Протестантизм переважно пояснює суть гріха як моральну зіпсутість, яка дає підстави до недосконалих, неморальних вчинків. В таких течіях як кальвінізм, вважається, що гріх безповоротно позбавив людину первісної досконалості і її розум не може побороти бажання тіла. Тому позбавлення від гріха може бути тільки дарунком Бога, але не результатом якої-небудь людської діяльності.
У муністському богослов’ї гріх трактується як порушення Небесного закону, коли людина формує умову для взаємодії з сатаною, що запускає процес віддавання та приймання між ними.

## Класифікація гріхів

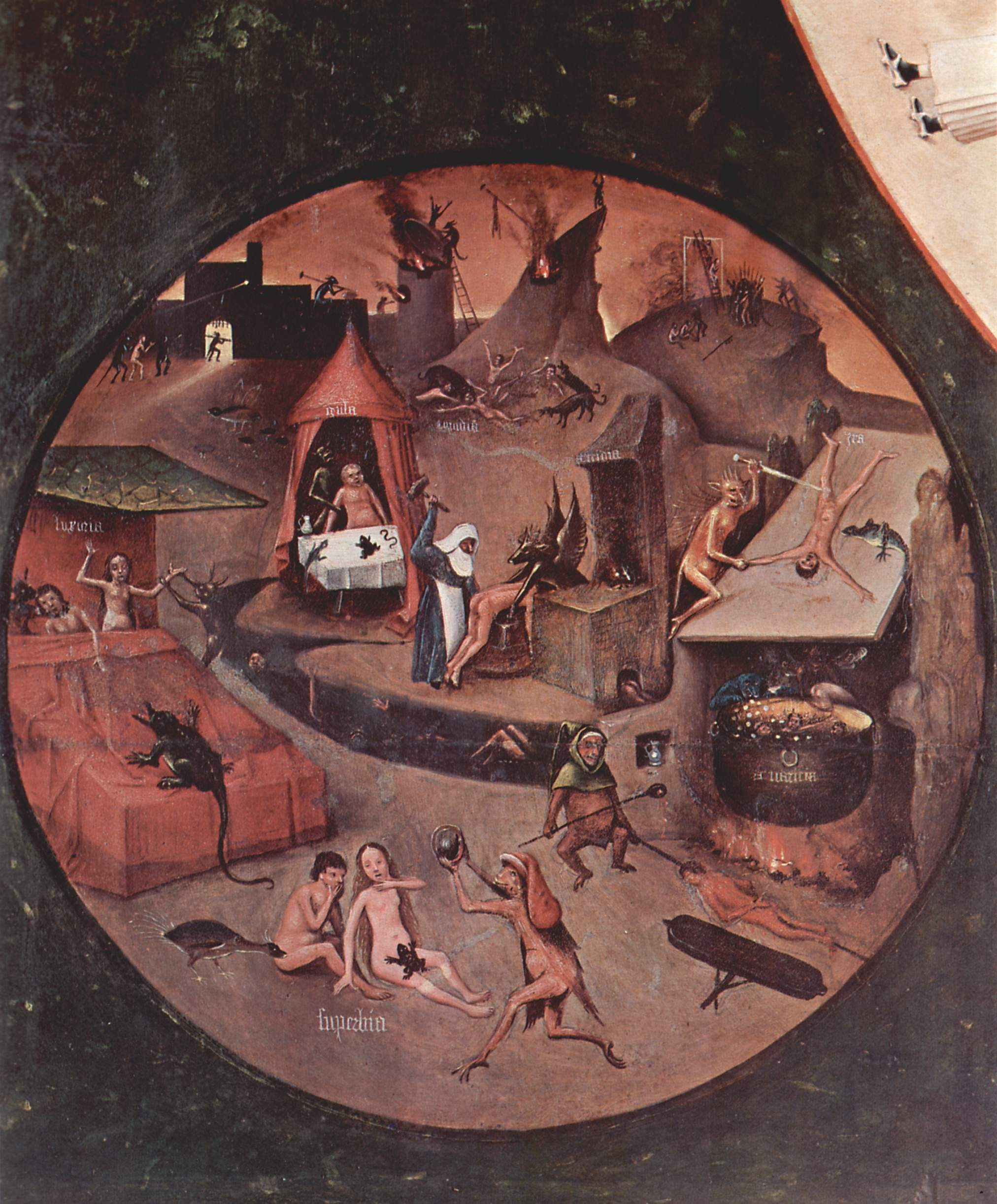
Єронімус Босх, Стіл зі сценою семи смертних гріхів і карами за них, 1475 рік

Традиційно гріхи класифікуються згідно умисності на смертні та простимі (інакше прийнятні чи буденні). Смертним називається гріх, здійснений свідомо і добровільно, а тому він може бути прощений тільки самими Богом, навіть за умови подальшого покаяння грішника. Найбільшим зі смертних гріхів вважається «хула на Святого Духа» — свідоме і вперте ігнорування благих діянь Святого Духа — прийняття як блага зіпсутості своєї природи. За вченням святого Августина, смертним гріхом є остаточне нерозкаяння. Згідно з Рішаром Сен-Вікторським, проти Бога-Отця грішить той, хто грішить зі слабкості; проти Сина — той, хто грішить через незнання, а проти Святого Духа — той, хто грішить, бажаючи зла як такого і зневажаючи засоби, покликані досягнути Спасіння. Простимий же гріх скоюється несвідомо, або людина має для нього певне виправдання. Прощається він через прощення іншою людиною чи завдяки каяттю грішника та здійсненню ним добрих вчинків.
Поширеним є уявлення про Сім смертних гріхів і Сім чеснот, протилежних їм. Вперше такий поділ гріхів був виконаний Григорієм Великим:
- Гординя (марнославство) — надмірна віра у свої можливості. Вважається початком всякого гріха, позаяк це перший гріх, скоєний дияволом. Гордині протистоїть Смиренність.
- Жадібність (скупість, користолюбство) — бажання матеріального багатства з нехтуванням багатством духовним. Їй протистоїть Щедрість.
- Заздрість — бажання чужих якостей, статусу, можливостей. Їй протистоїть Лагідність.
- [Неправедний] гнів — обурення, спрямоване на шкоду іншим людям. Йому протистоїть Терплячість.
- Лінощі (відчай) — уникання належної фізичної і духовної діяльності. Їм протистоїть Старанність.
- Хтивість (розпуста) — бажання плотських задоволень, часто — статева активність, що виходить за межі шлюбу, і помисли про неї. Їй протистоїть Доброчесність.
- Чревоугіддя (зажерливість) — споживання більшої кількості матеріальних благ, ніж необхідно, часто — конкретно їжі, надмірна вибагливість у ній. Йому протистоїть Стриманість[27][28].

У богослов’ї Церкви Об’єднання гріх класифікують на чотири взаємопов’язані категорії: первородний — «корінь» гріха, що виник із духовного й фізичного гріхопадіння Адама і Єви й передається всьому людству через кровний родовід; спадковий — провина, успадкована від предків; колективний — відповідальність, яку несе людина як член певної спільноти; і особистий — гріх, який особа скоює сама. У «Викладі Принципу» ці рівні порівнюють із частинами дерева: первородний гріх — корінь, спадковий — стовбур, колективний — гілки, а особистий — листя, підкреслюючи, що повне очищення можливе лише через викорінення первородного гріха.

## Звільнення від гріха
Християнське віровчення стверджує спокуту гріха як недосконалості людини Ісусом Христом, Який взяв наслідок гріха — смерть, на себе, тим самими давши людям змогу не померти остаточно, а отримати життя вічне. Відтоді, хоча людина може загинути тілесно і духовно, піддаючись своїй недосконалості, вона також здатна боротися з нею, тим самими наближаючись до Бога і отримавши врешті Спасіння. Поширене уявлення про покарання людини Богом за скоєні нею гріхи, хоча богослів'я дотримується думки, що негативні наслідки гріха як вчинків, що суперечать людській природі, закономірні. Таким чином, Бог не карає людину за гріх особисто, але гріх в силу своєї природи шкодить їй. У християнстві, попри народні уявлення, заперечується, що такі події як стихійні лиха є покараннями за гріхи конкретних людей або людства взагалі, хоча визнається, що страждання через них — це наслідок першородного гріха. Позаяк гріхопадіння перших людей пошкодило їхню природу, людина втратила гармонію зі світом і його явища почали шкодити їй.
У католицизмі побутує уявлення про Чистилище — посмертний стан, перебуваючи у якому, душі невеликих грішників можуть очиститися від скоєних за життя гріхів шляхом страждань і цей стан полегшується молитвами за померлих.
У богослов’ї Церкви Об’єднання остаточне звільнення від гріха відбувається через «умови відкуплення» — покаянні дії, що відновлюють «основу віри» та «субстанційну основу» для приходу Месії; прийнявши Месію як Істинного Батька, людина викорінює первородний гріх, очищує спадкові, колективні й особисті гріхи та повертає собі первісну природу, ставши досконалим утіленням Божого Слова.